# Carrick (district)
Carrick (Cornisch: Konteth Karrek) was een Engels district in het graafschap Cornwall en telde 87.865 inwoners (2001). De oppervlakte bedraagt 457,6 km².
Van de bevolking is 21,3% ouder dan 65 jaar. De werkloosheid bedraagt 3,1% van de beroepsbevolking (cijfers volkstelling 2001).

## Plaatsen in district Carrick
| - Chacewater - Cubert - Cuby - Falmouth - Feock - Gerrans - Gwennap - Kea - Kenwyn | - Ladock - Mylor - Penryn - Perran-ar-worthal - Perranzabuloe - Philleigh - Probus - Ruan Lanihorne - St Agnes | - St Allen - St Clement - St Erme - St Just in Roseland - St Michael Penkivel - St Newlyn East - Tregony - Truro - Veryan |